# Martin Harwit
Martin Harwit (Praga, 9 de março de 1931) é um astrônomo estadunidense nascido na República Tcheca.
Foi diretor do Museu do Ar e Espaço em Washington, D.C., de 1987 a 1995.

## Honrarias
- Medalha Bruce (2007)

## Epônimos
- Asteroide 12143 Harwit

## Obras
- Astrophysical Concepts (1. Auflage 1973, 4. Auflage 2006) ISBN 978-0-387-32943-7
- Cosmic Discovery: The Search, Scope and Heritage of Astronomy (1981) ISBN 978-0-7108-0089-3
- An Exhibit Denied: Lobbying the History of Enola Gay (1996) ISBN 978-0-387-94797-6